# Stadtluft macht frei
Under den tyska medeltiden avsåg talesättet Stadtluft macht frei nach Jahr und Tag att en livegen kunde bli fri efter att ha uppehållit sig i en stad i ett drygt år.
De bosättningar som uppstod kring borgar och kloster under medeltiden beboddes till stor del av friköpta livegna. Till bosättningarna, som växte till städer, sökte sig fler livegna, ofta på flykt undan sin herre. I städerna uppstod talesättet stadsluft gör en fri efter år och dag.
I medeltida rättspraxis var år och dag en tidsperiod på ett år, sex veckor och tre dagar, vilket motsvarade en årsfrist, en rätts- eller tingsfrist och en rättsdag, som varade tre dagar. I medeltidsstäderna innebar detta att den livegne som inte spårats upp av sin herre blev en fri man när denna tid hade gått.